# Старая Торопа
Ста́рая Торо́па — посёлок городского типа в Западнодвинском районе Тверской области России.
Образует муниципальное образование посёлок Старая Торопа со статусом городского поселения как единственный населённый пункт в его составе.

## География
Расположен на Валдайской возвышенности, на реке Торопа (приток Западной Двины), в 297 км к западу от Твери, в 24 км от города Западная Двина. Железнодорожная станция на линии Москва — Рига (до Великих Лук — 70 км).
В северной части посёлка протекает река Скаговка. 

## Улицы
Уличная сеть посёлка представлена 45-ю улицами и 7-ю переулками. Основные улицы: Кирова, Советская, Комсомольская, Торопецкая и Калинина.

## Население
| 1979  | 1989  | 2002  | 2009  | 2010  | 2012  | 2013  |
| ----- | ----- | ----- | ----- | ----- | ----- | ----- |
| 2743  | ↗2802 | ↘2306 | ↘1977 | ↗1995 | ↘1923 | ↘1860 |
| 2014  | 2015  | 2016  | 2017  | 2018  | 2019  | 2020  |
| ↘1817 | ↘1783 | ↘1738 | ↘1712 | ↘1697 | ↘1649 | ↘1609 |
| 2021  |       |       |       |       |       |       |
| ↘1603 |       |       |       |       |       |       |

## История
Возник в 1870 году как пристанционный посёлок при строительстве Виндаво-Рыбинской железной дороги.
В 1920 году в Старой Торопе имелось 43 двора и проживало 153 человека.
В период Великой Отечественной войны в 1944 году в районе поселка располагался военный аэродром, где проходило переформирование 909-го истребительного авиаполка 130-й авиадивизии Ставки ВГК. Полк 8 июня получил 12 самолётов Як-9Л. На борту самолёты несли имя «Малый театр — фронту».
Также 168-й истребительный авиационный полк с 20 мая 1944 года на аэродроме Старая Торопа переформирован по штату 015/364 и переучился на истребители-бомбардировщики Як-9Л («люковый», Як-9Б). Переучивание закончил 1 октября 1944 года. Полк 13 июня получил 34 самолёта Як-9Л. На борту самолёты несли имя «Москва».
Статус посёлка городского типа Старая Торопа получила в 1974 году.

## Экономика
Предприятия лесной промышленности.

## Достопримечательности
- Мемориальный комплекс на месте, где в 1941—1943 находился лагерь советских военнопленных, братские могилы и братское кладбище павших в Великой Отечественной войне и умерших от ран в госпиталях[23].

- Близ посёлка, рядом с деревней Романово — археологический комплекс (стоянки 5 тыс. лет до н. э., курганная группа 1 тыс. лет до н. э., селище XI—XIII веков).

## Религия
В Старой Торопе действует православный храм Исаакия Торопецкого. В 2006 освящено место под строительство нового деревянного храма, закладной камень освящён 20 июля 2008.
С 2015 года в новом храме регулярно проводятся богослужения.

## Инфраструктура
- Администрация[26]
- Средняя общеобразовательная школа. Основана в 1922 году как начальная. С 1924 года она стала семилетней, а с 1953 — средней[27].
- Детский сад[28]
- Магазины
- Аптека[29]
- Стационарное отделение для престарелых и инвалидов ГБУ[28]
- Почтовое отделение[3]
- Библиотека
- Дом культуры
- Больница[30]
- Железнодорожный вокзал

## Галерея

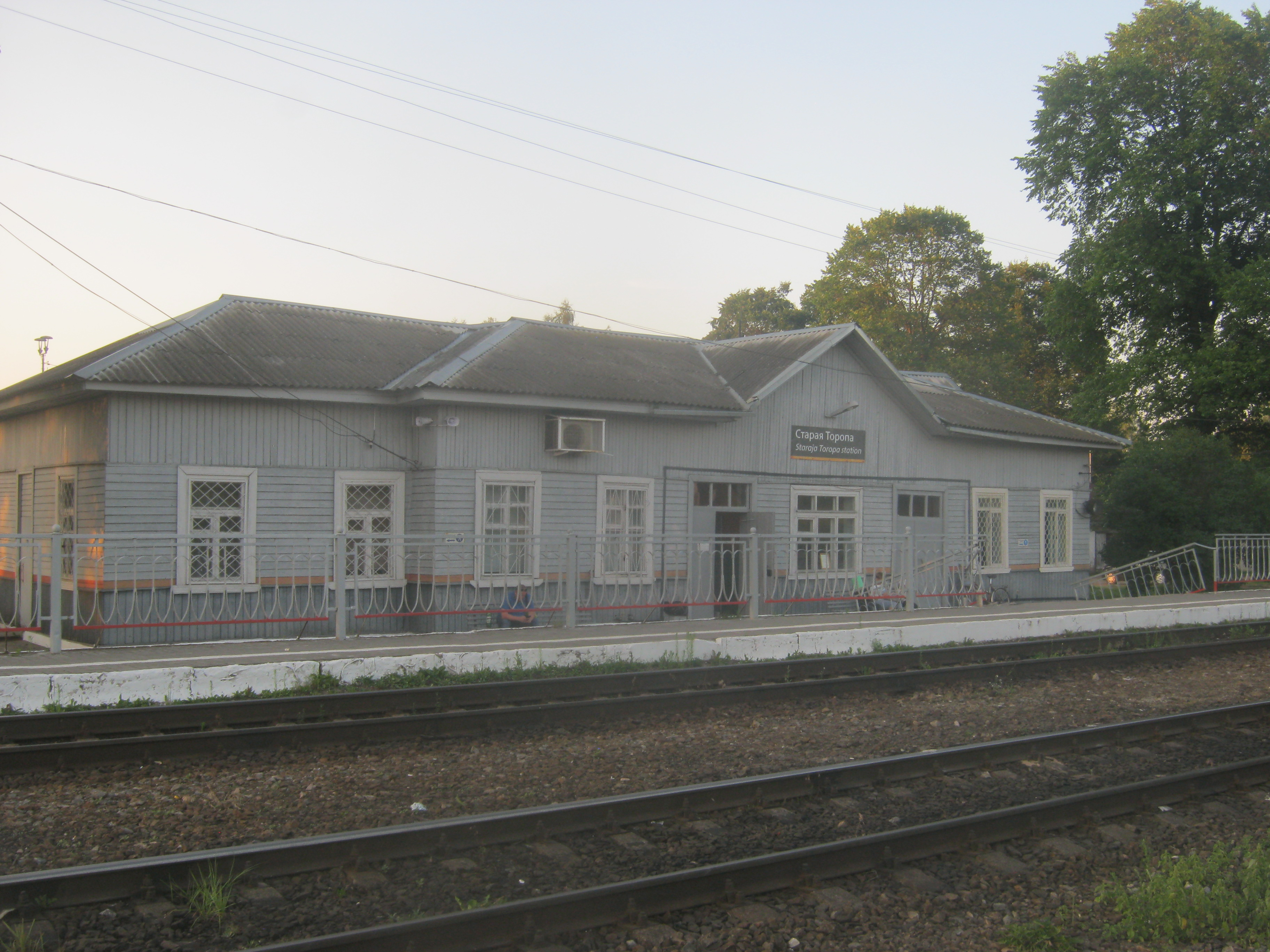
Здание железнодорожного вокзала
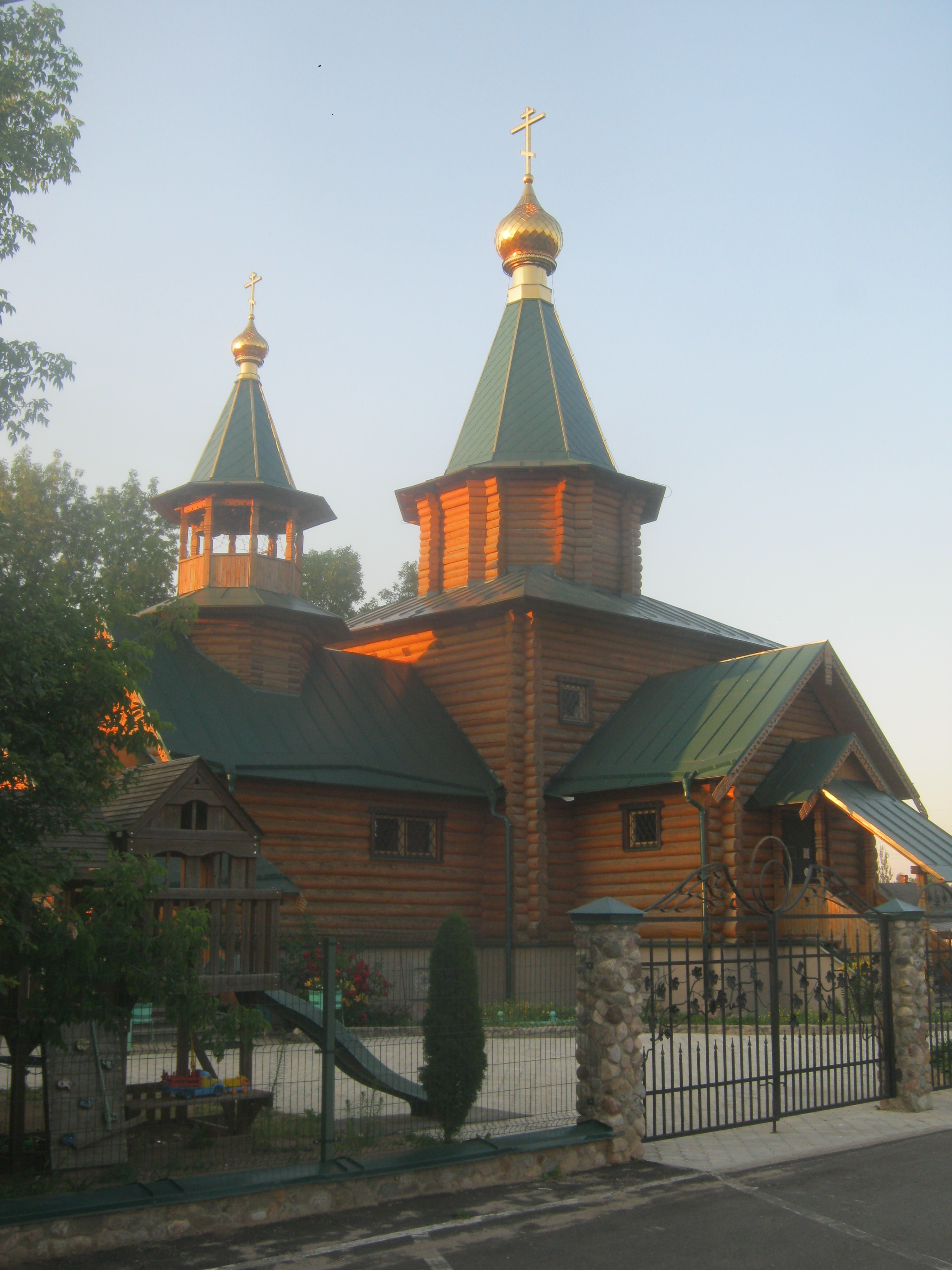
Храм Исаакия Торопецкого
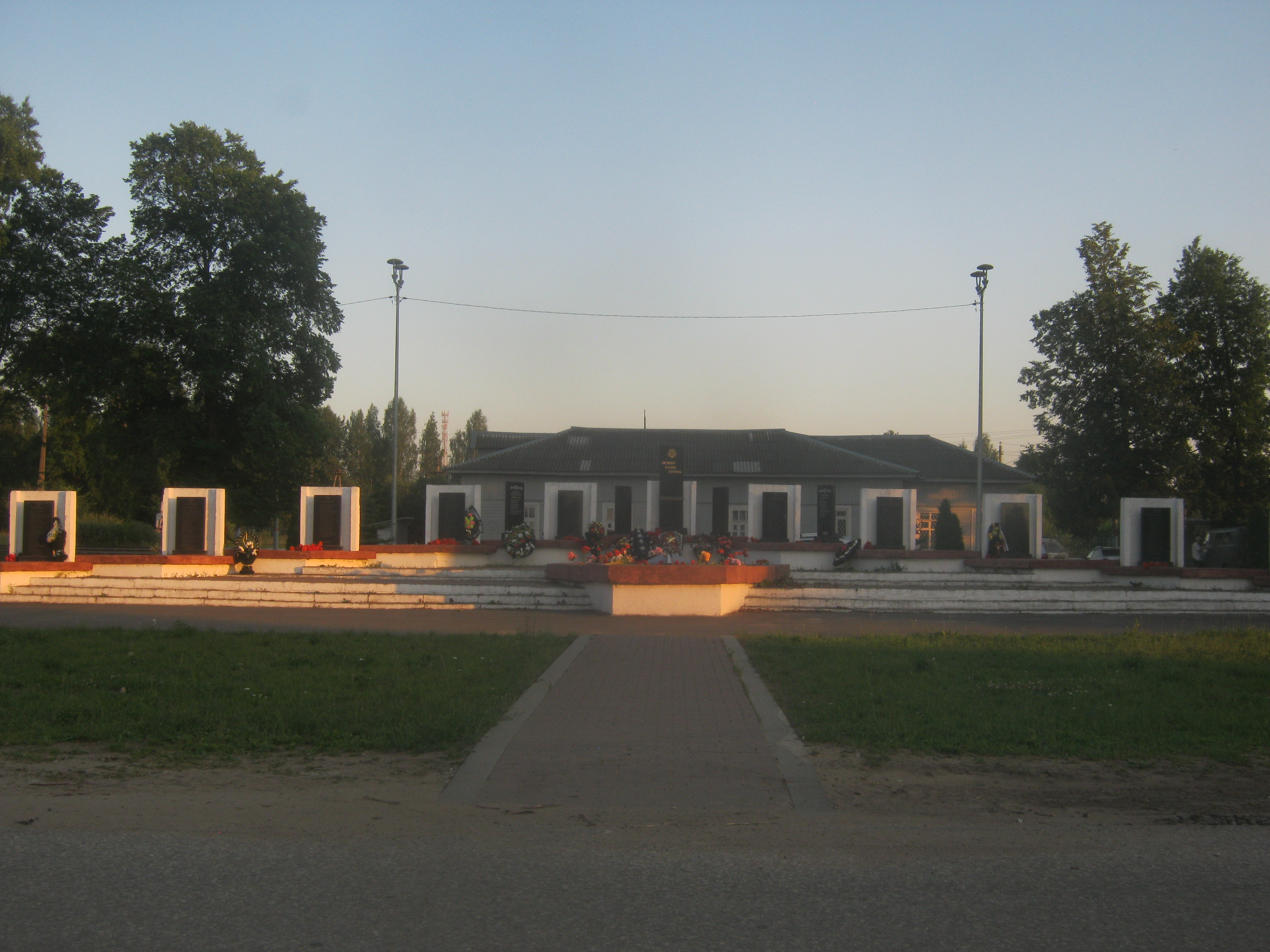
Мемориальный комплекс
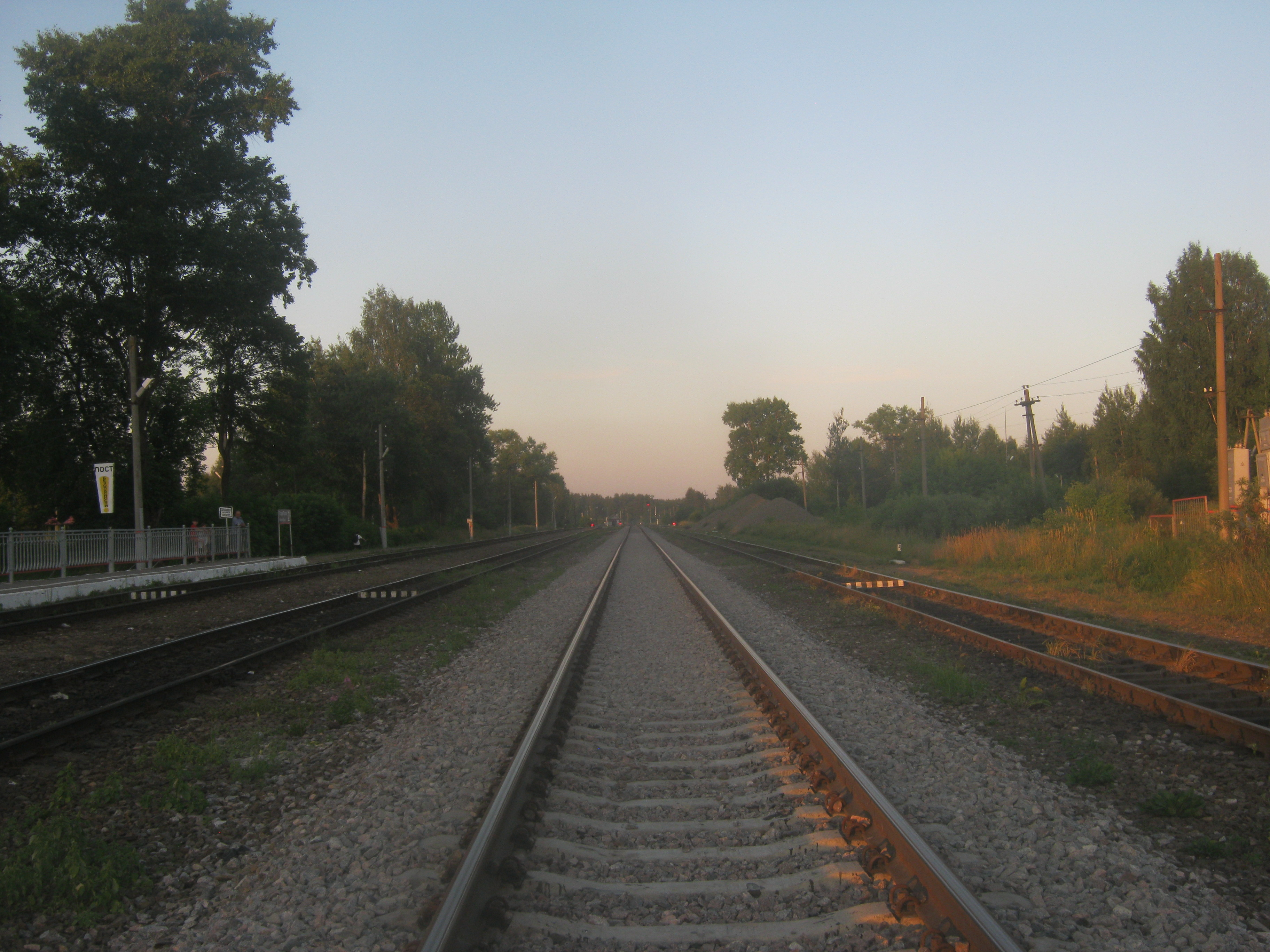
Железная дорога

## Известные уроженцы и жители
- Александр Пщёлко (1869—1943) — белорусский и русский прозаик, публицист, этнограф[источник не указан 1498 дней].